# Política de blocos
Política de blocos é uma expressão utilizada pela historiografia da idade contemporânea para designar o sistema internacional caracterizado pela formação de blocos militares. Tais blocos são compostos por países vinculados por uma aliança militar e, habitualmente, por afinidade ideológica ou por possuírem sistemas políticos ou econômicos semelhantes. A identificação ideológica ou socioeconômica pode tornar o bloco mais ou menos homogêneo; porém, em última instância, o que garante sua coesão são os interesses geoestratégicos comuns, a inimizade partilhada em relação a um bloco rival ou, ainda, a imposição direta da liderança de uma grande potência sobre os demais membros.
Não se deve confundir a política de blocos com o conceito de bloco político – tipo de associação ou coligação partidária (ver bloco).

## Guerra Fria
No bloco ocidental, liderado pelos Estados Unidos, integravam-se outras duas potências nucleares (Reino Unido e França – ambas com reservas quanto à plena integração), a Alemanha Ocidental e a maioria dos países da Europa Ocidental (Noruega, Dinamarca, Islândia, Países Baixos, Bélgica, Luxemburgo, Portugal, Itália e Grécia). Optaram pela neutralidade a Suíça, a Suécia, a Finlândia e a Áustria, enquanto Irlanda e Espanha mantiveram acordos específicos com Washington (esta última ingressou na OTAN apenas em 1982, tornando-se o último país a aderir antes da queda do Muro de Berlim). Também faziam parte da OTAN dois países não europeus – Canadá e Turquia. 
Fora da Europa, os principais aliados asiáticos dos Estados Unidos foram, entre outros, os países islâmicos considerados “moderados” (especialmente as monarquias do Golfo), o Irã antes da Revolução de 1979 e a Indonésia após o golpe de Estado de Suharto (1967). A relação com o Paquistão, potência nuclear em litígio com a Índia, sempre foi complexa.
O bloco socialista reunia as nações da Europa Oriental incluídas na esfera de influência soviética definida em Ialta e Potsdam (Alemanha Oriental, Polônia, Tchecoslováquia, Hungria, Romênia e Bulgária). Permaneceram fora da aliança a Iugoslávia e a Albânia, cujos regimes socialistas divergiam do comunismo soviético. Em momentos distintos, aliaram-se à União Soviética a República Popular da China (até a ruptura sino-soviética do fim da década de 1950), a Coreia do Norte, o Vietnã do Norte, Cuba e alguns países africanos, como Etiópia (desde 1977), Angola e Moçambique (ambos após 1974). As relações de Moscou com os regimes do chamado socialismo árabe – Argélia, Líbia, Egito, Síria e Iraque – sempre foram ambíguas.
Com o fim da União Soviética (1991), a ampliação da OTAN para o Leste Europeu – com a incorporação da maior parte dos ex-membros do Pacto de Varsóvia e até de antigas repúblicas soviéticas – passou a ser denunciada pela Rússia como violação de seu espaço geoestratégico.

## Segunda Guerra Mundial
Durante a Segunda Guerra Mundial (1939–1945) formaram-se dois grandes blocos militares:
- Eixo Berlim–Roma–Tóquio – liderado por Alemanha, Itália e Japão, além de outros países europeus (muitos deles ocupados);
- Aliados – inicialmente liderados por Reino Unido e França e, a partir de 1941, também pelos Estados Unidos, reunindo diversos países de todos os continentes.

Os Aliados se uniram pelo antifascismo, adiando suas divergências (entre democracias liberais e o comunismo soviético) para o pós-guerra. Até 1939, porém, as fronteiras entre os blocos não estavam bem definidas: a Guerra Civil Espanhola (1936–1939), diante da qual as democracias ocidentais adotaram uma política de não intervenção – paralela à política de apaziguamento em relação ao expansionismo de Hitler –, terminara em março daquele ano. Em agosto foi assinado o Pacto Molotov-Ribbentrop, que dividia a Europa Oriental entre os dois regimes totalitários. A posição da Itália de Benito Mussolini só se alinhou totalmente à Alemanha quando a derrota francesa se tornou evidente (1940). A Espanha Franquista de Francisco Franco, embora enviasse uma divisão de “voluntários” à frente russa, manteve a neutralidade e relações relativamente estáveis com o Reino Unido e os Estados Unidos.

## Simulações matemáticas
Pesquisadores tentam, por meio de modelos computacionais, reconstruir a lógica de formação dos blocos nas duas guerras mundiais, obtendo resultados que variam conforme o período analisado e o número de variáveis consideradas.